# Lars Wolfisberg
Lars Wolfisberg (* 24. April 2003) ist ein Schweizer Leichtathlet, der sich auf den Hammerwurf spezialisiert hat.

## Sportliche Laufbahn
Erste internationale Erfahrungen sammelte Lars Wolfisberg im Jahr 2022, als er bei den U20-Weltmeisterschaften in Cali mit einer Weite von 69,81 m in der Qualifikationsrunde mit dem 6-kg-Hammer ausschied. Im Jahr darauf verpasste er bei den U23-Europameisterschaften in Espoo mit 63,42 m den Finaleinzug und 2025 belegte er bei den U23-Europameisterschaften in Bergen mit 70,50 m den sechsten Platz. Zuvor wurde er bei der 1. Liga der Team-Europameisterschaft in Madrid mit 70,54 m Zehnter und belegte dann bei den World University Games in Bochum mit 67,27 m den achten Platz.
In den Jahren 2023 und 2024 wurde Wolfisberg Schweizer Meister im Hammerwurf.